# Linia kolejowa Słupsk – Budowo
Linia kolejowa Słupsk – Budowo (historycznie Kolej Doliny Słupi, niem. Stolpetalbahn) – rozebrana linia kolejowa łącząca Słupsk z Budowem. Kolej powstała w ramach budowy Słupskiej Kolei Dojazdowej. Linia miała zostać przedłużona do linii łączącej Lębork z Bytowem, ale do zrealizowania inwestycji nigdy nie doszło.

## Przebieg linii
Linia kolejowa ze Słupska do Budowa zaczynała się w Słupsku, skąd odchodziła na południowy wschód od stacji Słupsk. Po ominięciu zabudowań od strony południowej linia skręcała na południe. Od tego miejsca kolej biegła na prawym brzegu doliny Słupi. Za przystankiem Krępa linia powoli skręca na wschód. Od przystanku Lubiniec linia biegła już na wschód. Od przystanku Skarszów Dolny rzeka przestaje towarzyszyć linii kolejowej. W Dobieszewie linia skręcała na południe. W Niemczewie ponownie na wschód i tak docierała do stacji końcowej w Budowie. Gdyby kolej biegła tak jak ją zaplanowano musiała odbić nieco na północ.

## Historia

### Geneza
Linia kolejowa ze Szczecina do Gdańska była otwierana w latach 1869 (odcinek Szczecin – Słupsk) – 1870 (Słupsk – Sopot). W przeciwieństwie do większości budowanych w tym czasie na Pomorzu linii kolejowych, nie była ona budowana w ramach Królewskiej Kolei Wschodniej, mimo tego później została przez nią przejęta.
W latach 80. i 90. XIX wieku sieć kolejowa w Prusach zaczęła się zagęszczać. Po wybudowaniu głównych magistrali zaczęły powstawać linie lokalne łączące miasta powiatowe. Dyrektor fabryki papieru z Dębnicy Kaszubskiej zabiegał o stworzenie linii kolejowej pozwalającej na transport jego wyrobów do Słupska koleją, gdyż transport wozami konnymi był bardzo niewydolny. W 1882 Ministerstwo Robót Publicznych odrzuciło jednak projekt budowy tej linii. Gdy w 1892 weszła Ustawa o kolejkach Meissner ponowił swoją próbę będąc skłonny nawet sfinansować 1/3 kosztów budowy. Rada Powiatu Słupskiego postanowiła również pokryć 1/3 kosztów. Budowę linii powierzono spółce Friedricha Lenza Lenz&Co., która miała dołożyć brakującą 1/3 środków w zamian za co miała być operatorem nowej linii.

### Budowa
Linia normalnotorowa powstawała w latach 1894-1906, w ramach budowy Kolei Doliny Słupi. Budowa rozpoczęła się 15 stycznia 1894 roku.
Pierwszym fragmentem trasy był oddany 15 sierpnia 1894 roku odcinek, który połączył Słupsk z Dębnicą Kaszubską. Nieco ponad rok później 12 października 1895 roku linia została przedłużona do Jamrzyna jako fragment Słupskiej Kolei Powiatowej. W 1905 linia docierała już do Motarzyna. Ostatecznie 1 sierpnia 1906 roku linia dotarła do Budowa. Były plany przedłużenia linii do Czarnej Dąbrówki, by połączyć ją z linią Lębork- Bytów, jednakże do realizacji planów nigdy nie doszło, ze względu na wybuch I wojny światowej.

### Eksploatacja

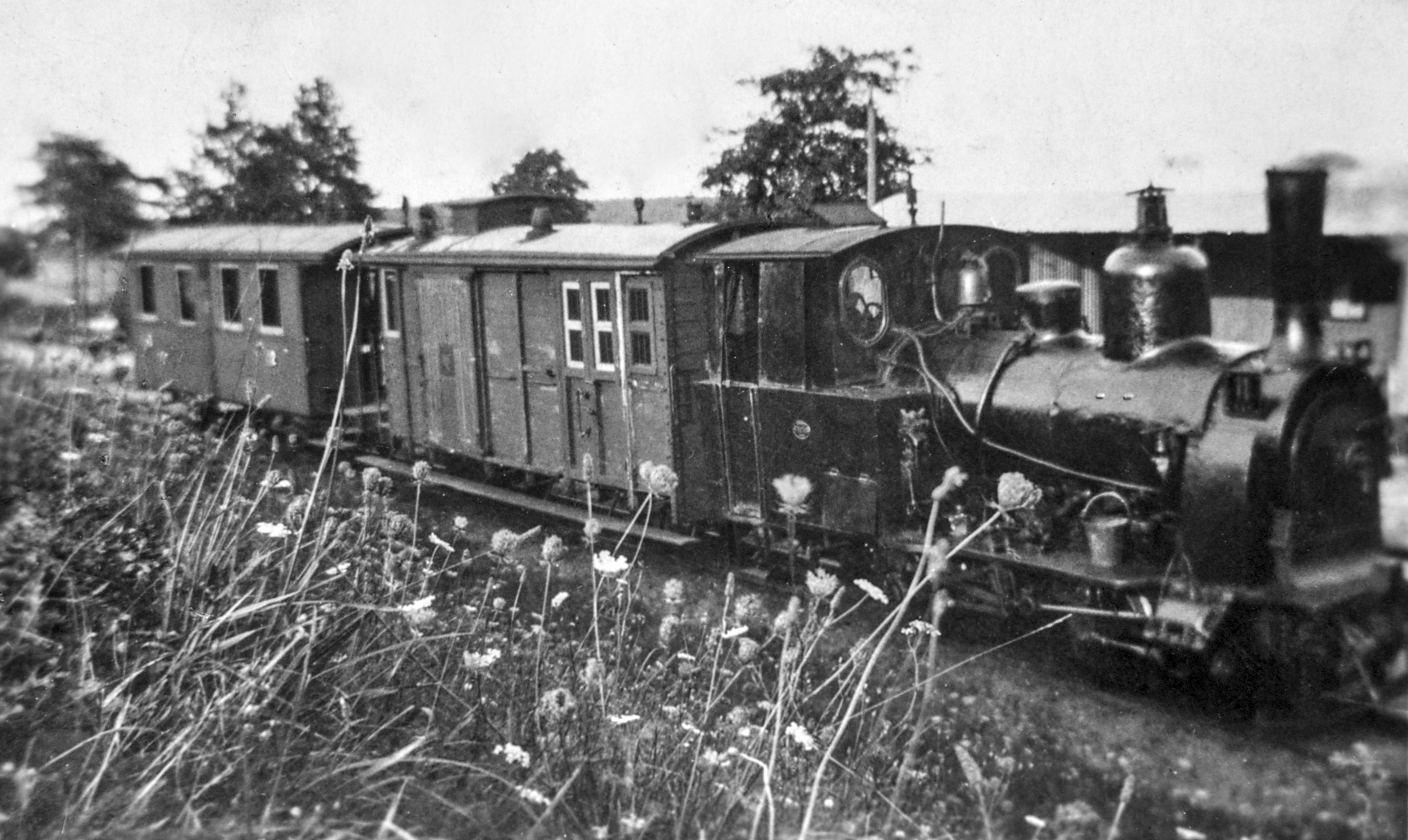
Pociąg pasażerski Stolper Kreisbahn (około 1925 r.)

Linia była typowo lokalną linią obsługiwaną przez Stolpetalbahn (STB) zapewniającą dojazd do powiatowego miasta oraz obsługę lokalnego przemysłu głównie papierni w Dębnicy. Początkowo kursowały prawdopodobnie dwie pary pociągów osobowych po rozbudowie linii ruch stopniowo wzrastał. W rozkładzie z 1944 roku na linii w dni robocze przewidziano 6 par pociągów do Dębnicy (w poniedziałek dodatkowy kurs do Dębnicy, w sobotę w relacji powrotnej) w tym 4 w wydłużonych relacjach do Budowa. Obsługę trakcyjną zapewniały początkowo niewielkie dwa dwuosiowe tendrzaki, które w momencie rozpoczęcia obsługi miały zaledwie rok. Po rozbudowie linii do Budowa zarząd STB wynajął parowóz T3, wzrastające przewozy spowodowały wymiany parowozów na większe Cn2t. W maju 1926 roku na Słupskiej Kolei Powiatowej zadebiutowały wagony motorowe.

### Rozbiórka
W kwietniu – maju 1945 roku trofiejne oddziały Armii Czerwonej zdjęły szyny od przystanku Słupsk Przymieście do Budowa, pozostawiając przepusty, mosty i budynki kolejowe. Budynki te jednak w większości nie zachowały się do czasów obecnych.
Rozbiórki jedynego ocalałego fragmentu tejże linii, tj. odcinka Słupsk - Słupsk Przymieście dokonano jesienią 2014 roku.

## Obiekty inżynieryjne
Na linii ze względu na bliskość Słupi zbudowano wiele niedużych obiektów inżynieryjnych, z których część dotrwała do teraz.